# 天主教圣费利斯自治监督区
天主教聖費利斯自治監督區（拉丁語：Praelatura Territorialis Sancti Felicis）是巴西一個羅馬天主教自治監督區，屬庫亞巴總教區。
監督區成立於1969年5月13日包括馬托格羅索州東北部和托坎廷斯州西部。教座位於聖費利克斯-杜阿拉瓜亞。2004年有教友129,000人（佔轄區總人口86.0%）、廿二個堂區、十名司鐸。現任監督為阿德良·喬卡·瓦西諾。